# Desplaçats (Star Trek: Voyager)
"Desplaçats" (títol original en anglès "Displaced") és el 24è episodi de la tercera temporada i el 66è del total de la sèrie de televisió de ciència-ficció estatunidenca Star Trek: Voyager. Va ser dirigit per Allan Kroeker amb un guió de Lisa Link. Fou emès a la televisió el 7 de maig de 1997 a la cadena UPN.
Ambientada al segle XXIV, la sèrie segueix les aventures de la tripulació de la Flota Estel·lar i els Maquis de la nau estel·lar USS Voyager després de quedar encallats al Quadrant Delta a desenes de milers d’anys llum de distància de la resta de la Federació. En aquest episodi, un extraterrestre nyrià que es fa anomenar Dammar, apareix a l'USS Voyager. La tripulació de l'USS Voyager s'enfronta a la desaparició dels membres de la tripulació a mesura que els extraterrestres nyrians semblen substituir-los.

## Argument
Mentre que la Voyager està viatjant per l'espai, un estrany nyrià, Dammar, apareix a bord sense cap avís aparent. Al mateix temps, Kes desapareix de la nau. Dammar diu que no té ni idea del que ha passat. Aviat, altres membres de la tripulació són desplaçats de manera similar pels nyrians, que diuen que la gent de la Voyager està apareixent al seu planeta. Els intercanvis es produeixen a intervals regulars, però B'Elanna Torres no pot dir si es tracta d'un fenomen natural o d'alguna tecnologia similar a un transportador.
La capitana Janeway proporciona als nyrians la temperatura més càlida i la il·luminació tènue que sol·liciten per a la seva fisiologia sensible, però sospita prou com per ordenar que siguin confinats a les bodes de càrrega i que els sistemes de la nau estiguin bloquejats. Durant les hores següents, els desplaçaments continuen fins que només un grapat de tripulants de la Voyager romanen a bord.
Els nyrians, liderats per Dammar, intenten de sobte prendre el control de la nau. La tripulació restant de la Voyager fa tot el possible per desactivar els sistemes de la nau, però no pot fer res per evitar el seu propi desplaçament; Chakotay, com a últim membre de la tripulació a bord, aconsegueix agafar l'emissor mòbil del Doctor abans que ell també sigui desplaçat fora de la nau.
Amb tota la tripulació desplaçada, els nyrians revelen la veritat. Els captius de la Voyager ara es troben en un entorn simulat dissenyat especialment per a la seva comoditat a llarg termini pels nyrians. Els nyrians troben aquest mètode gradual de capturar naus, estacions espacials i colònies més civilitzat que la guerra, i no volen fer mal als seus captius, però per descomptat no poden permetre que s'escapen.
Quan marxen, apareix Jarlath, un extraterrestre de l'entorn veí. Després de nou anys de captiveri, va descobrir com moure's entre els diferents entorns, i tot i que troba el captiveri de la seva gent prou còmode, està interessat en el comerç. A canvi de nous tipus d'aliments de l'entorn humà, explica com va trobar el "portal" ocult.
Torres modifica l'emissor del Doctor per permetre-li veure aquestes obertures. Tuvok improvisa dos fàsers. Ell, Janeway, Torres i Tom Paris surten de l'hàbitat i es troben en un passadís que condueix a diversos entorns. Es divideixen en dos grups. Janeway i Tuvok troben una estació de control, on descobreixen que són a bord d'una gran nau que conté desenes d'hàbitats diferents. Els guàrdies nyrians ataquen tots dos grups; Paris i Torres escapen entrant en un entorn fred que els nyrians no poden tolerar. Però els klíngons tampoc, de manera que Torres està en perill.
Janeway i Tuvok, però, aconsegueixen derrotar els guàrdies i anul·lar els controls de seguretat de la tecnologia de desplaçament nyriana. La utilitzen per rescatar Paris i Torres del fred. Després transporten Dammar i el seu segon al comandament a l'entorn fred i amenacen d'abandonar-lo a ell i a tota la seva tripulació. Dammar es rendeix ràpidament. La tripulació de la "Voyager" torna a la seva nau i organitza el retorn de les altres persones desplaçades a les seves respectives llars.

## Artistes convidats
- Kenneth Tigar - Dammar
- James Noah - Rislan
- Mark L. Taylor - Jarlath
- Nancy Youngblut - Taleen
- Zach LeBeau - Alferes Larson
- Deborah Levin - Alferes Lang[2]

Un dels elements argumentals d'aquest episodi és un transportador de llarg abast.

## Recepció
El 2020, io9 va llistar aquest episodi com un dels episodis "imprescindibles" de la tercera temporada de la sèrie. Keith DeCandido a tor.com li va donar una puntuació de 8 sobre 10, destacant l'actuació del repartiment en generaol i afirmant que es tracta d'un bon episodi de ciència ficció, i un "bon recordatori que els nostres herois són, també herois". Tanmateix, Jamahl Epsicokhan de Jammer's Reviews li va donar una mala ressenya, afirmant que "Desplaçats" és un episodi que exigeix una visualització passiva. Només cal apagar el cervell ... Tot i això, fins i tot amb el cervell apagat, no puc recomanar aquest episodi. Simplement no hi ha prou enginy a la història, ni tan sols com a sèrie d'acció. Provoca avorriment i desinterès en massa moments.

## Mitjans domèstics
"Desplaçats" es va publicar en DVD el 6 de juliol de 2004 com a part de Star Trek Voyager: Complete Third Season, amb àudio Dolby 5.1 surround.
El 2017, la sèrie de televisió completa Star Trek: Voyager es va publicar en un caixa recopilatòria en DVD, que incloïa "Desplaçats" com a part de la temporada 3 discs.